# Desa Kenep (administrativ by i Indonesien, lat -7,64, long 111,92)
Desa Kenep är en administrativ by i Indonesien.   Den ligger i provinsen Jawa Timur, i den västra delen av landet, 600 km öster om huvudstaden Jakarta.